# Ivașcenkove, Hluhiv
Ivașcenkove (în ucraineană Іващенкове) este localitatea de reședință a comunei Ivașcenkove din raionul Hluhiv, regiunea Sumî, Ucraina.

## Demografie
Componența lingvistică a localității Ivașcenkove
     Ucraineană (95,98%)
     Rusă (4,02%)
Conform recensământului din 2001, majoritatea populației localității Ivașcenkove era vorbitoare de ucraineană (95,98%), existând în minoritate și vorbitori de rusă (4,02%).